# Kuznetsov
Kuznetsov (OKB-276) fue una oficina de diseño soviética de motores de aviación , conducida por Nikolai Dmitriyevich Kuznetsov.

## Historia

### Motores de hélice
Su primer diseño conocido fue el NK-4.

### Motores de turbopropulsión
Se hizo famoso por su motor turboprop NK-12 que motorizaba el bombardero Tupolev Tu-95 en 1952. Este motor producía 15,000 hp (11.2 MW), mucho más que cualquier motor turbo propulsado occidental, y fue usado en el avión de carga militar Antonov An-22.

### Motores turbofan
Kuznetsov también produjo el turbofan NK-8, en la clase de empuje de 90 kN , que motorizó los aviones de pasajeros Ilyushin Il-62 y Tupolev Tu-154 . Este motor fue mejorado para producir el NK-86 125 kN que motorizó el Ilyushin Il-86. Un turboventilador con postcombustión, el NK-144 motorizó a los primeros modelos del avión de pasajero supersónico Tupolev Tu-144 .
Produjo también el NK-87 que fue usado en el Ekranoplano Clase Lun.

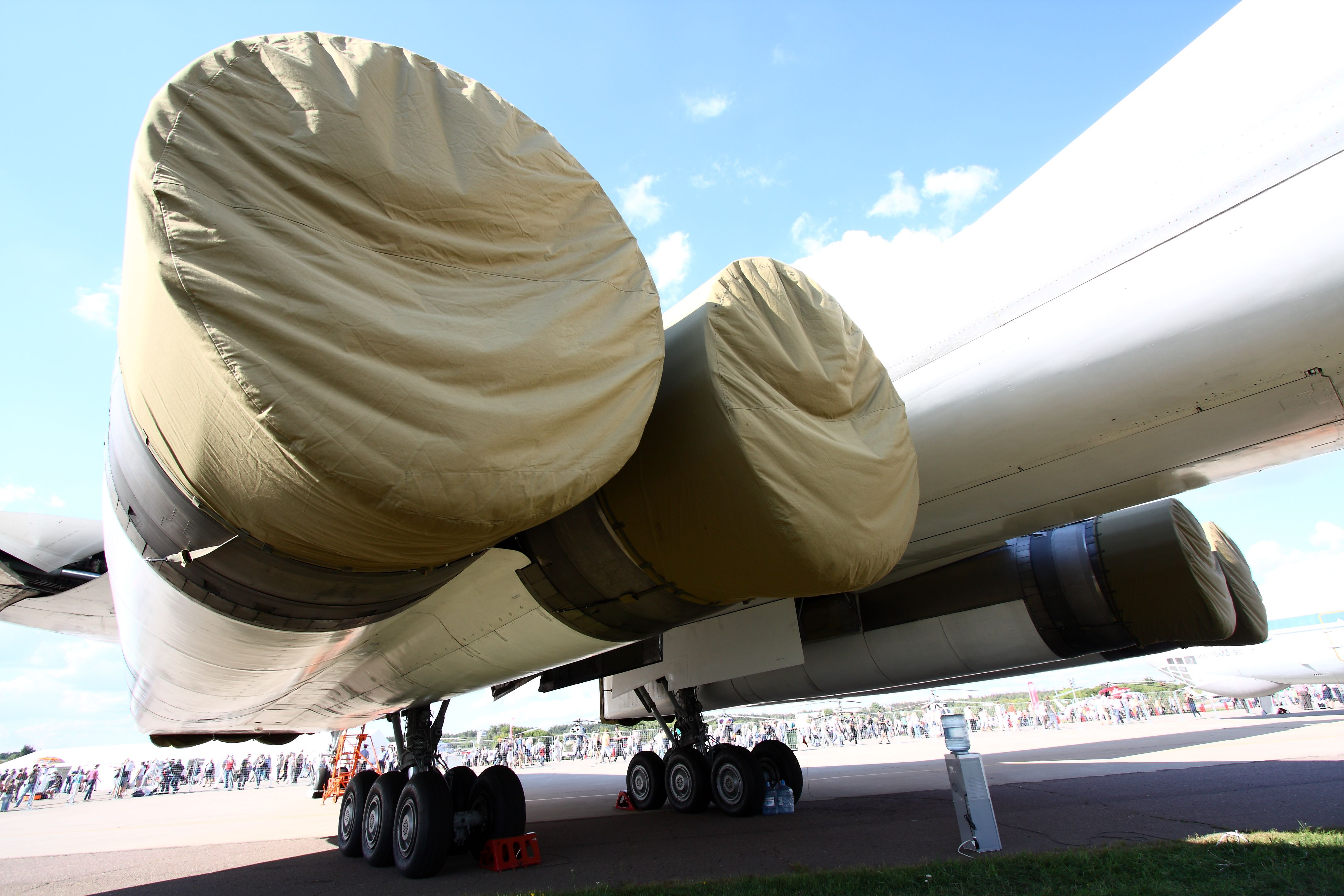
Kuznetsov NK-32 en Tupolev Ту-160

Su motor más poderoso es el NK-32-1, el cual motoriza al bombardero Tupolev Tu-160 (similar al B-1 Lancer ) y los últimos modelos del transporte supersónico Tupolev Tu-144 . Produce 245 kN de empuje en postcombustión máxima.
También hizo el NK-14 de propulsión nuclear , que motorizaba el avión de propulsión nuclear Tupolev Tu-119 , una versión modificada del bombardero Tu-95 .
Tras la caída de la Unión Soviética, se convirtió en la Compañía de Motores NK.

### Motores cohete
En 1959, Sergéi Koroliov encargó un nuevo diseño de motor cohete de Kuznetsov para el misil balístico intercontinental (ICBM) Cohete Global 1 (Global Rocket 1 o GR-1 por sus siglas en inglés) del FOBS, el cual fue proyectado y diseñado pero jamás desplegado. El resultado fue el NK-9, uno de los primeros motores cohete de ciclo de combustión por etapas . El diseño más tarde fue desarrollado por Kuznetsov en los motores NK-15 y NK-33 , quizás los motores cohetes de más alto desempeño jamás construidos, los cuales motorizarían el fallido cohete lunar N1 .

### Motores de aeronaves

#### RD-12/RD-14
Bajo la dirección de ND Kuznetsov, OKB desarrolló los motores turborreactores Ufa RD-12 y RD-14. Diseño el RD-12 de empuje al despegue 3.000 kgf que se puso en marcha en 1947. En 1948, fue diseñado por el RD-14 de 1.500 kg empuje de despegue (destinados a cazas bimotores). En 1948, Ufa OKB fue disuelta, y se detuvo todo el trabajo.

#### RD-20
Bajo el símbolo RD-20 número de fábrica Kazan se puso en producción en serie el motor turbofan BMW-109-003A.

#### TD-30
La turbina de gas HT-30 con capacidad de 30.000 litros se desarrolló en marzo de 1948 .